# Tetrastichus johnsoni
Tetrastichus johnsoni är en stekelart som beskrevs av William Harris Ashmead 1896. Tetrastichus johnsoni ingår i släktet Tetrastichus och familjen finglanssteklar. Inga underarter finns listade i Catalogue of Life.